# Протесты европейских фермеров (2024)

Страны, охваченные протестами фермеров

Протесты европейских фермеров — протесты, вызванные ухудшением положения фермеров вследствие отмены ряда льгот и субсидий, беспошлинного импорта дешёвой сельскохозяйственной продукции из Латинской Америки и Украины, сложных бюрократических процедур и ужесточения экологических правил Европейского Союза (так называемый «зеленый курс», который предполагает достижения нулевых выбросов в атмосферу к 2050 году).
Протесты проходят в ряде европейских государств, таких как Германия, Франция, Италия, Испания, Польша, Португалия, Нидерланды, Швейцария, Греция, Болгария, Литва, Румыния, Бельгия и Чехия.

## Причины протестов
Основной причиной протестов стал рост цен на горючее и удобрения вследствие мирового энергетического кризиса в 2022 году, что привело к росту себестоимости агропродукции, в частности в 2022 году удобрения подорожали на 90 % (значительная их часть импортировалась из России). В то же время как правительства, так и сети розничной торговли начали принимать меры по снижению инфляции, в результате закупочные цены агропродукции у фермеров в III квартале 2023 года были в среднем на 9 % ниже, чем годом ранее.
Также после начала вторжения России на Украину в 2022 году Евросоюз отменил квоты и пошлины на ввоз украинской агропродукции, что привело к избытку дешёвой продукции в восточной и центральной частях Евросоюза (главным поставщиком зерна в ЕС в начале 2024 года была Украина — 2,6 миллиона тонн (поставки выросли на 35 %), вторая  Канада — 271 тысячи тонн (сокращение на 25 %), далее Россия — 108 тысяч тонн (сокращение на 50 %)). 

Уже весной 2023 года польские фермеры начали блокировать границу с Украиной, после чего руководство Евросоюза ввело ограничения на импорт украинского зерна в соседние страны. После истечения срока действия этих ограничений в конце 2023 года Венгрия, Польша и Словакия ввели собственные квоты, хотя это противоречило нормам Евросоюза. 
Во Франции и других странах Западной Европы протесты фермеров вызвали переговоры о беспошлинной торговле Евросоюза со странами МЕРКОСУР.
Ещё одним поводом для недовольства стали экологические планы руководства Евросоюза, в частности резкое сокращение применения удобрений (на 20 % к 2030 году) и пестицидов (на 50 %), увеличение доли органического земледелия, сокращение площади возделываемых земель. Уже в феврале 2024 года Брюссель существенно сократил свои экологические амбиции. Также возмущение вызвали планы по сокращению выплат в рамках Единой сельскохозяйственной политики Европейского союза, включая дотации на горючее, льготы по налогообложению и другое. Субсидии по этой программе составляют около 55 млрд евро в год, но постепенно снижаются из-за бюджетных дефицитов большинства стран Евросоюза. В целом политика Евросоюза направлена на укрупнение ферм, однако, если большинство мелких ферм убыточно, то крупные фермы имеют большие долги, которые трудно выплачивать, учитывая низкую рентабельность сельского хозяйства.

##### Нидерланды
Правительство хочет сократить выбросы соединений азота (аммиака и диоксида азота) вдвое к 2030 году, в том числе и за счёт сокращения поголовья скота, что не выгодно для фермеров. Впервые эти планы были выдвинуты в 2019 году, но, после массовых акций протеста 1 октября 2019 года, от них временно отказались, периодически между специальной комиссией правительства страны и представителями фермеров велись переговоры, но они не привели к соглашению. Во второй половине XX века правительство Нидерландов всячески поощряло увеличение поголовья молочного скота, в результате к 2020 году оно достигло 3,8 млн коров, это самый высокий показатель поголовья на единицу площади в Евросоюзе.

##### Италия
Поступление синтетических продуктов питания на рынок и рост цен на сельскохозяйственное дизельное топливо.

##### Германия

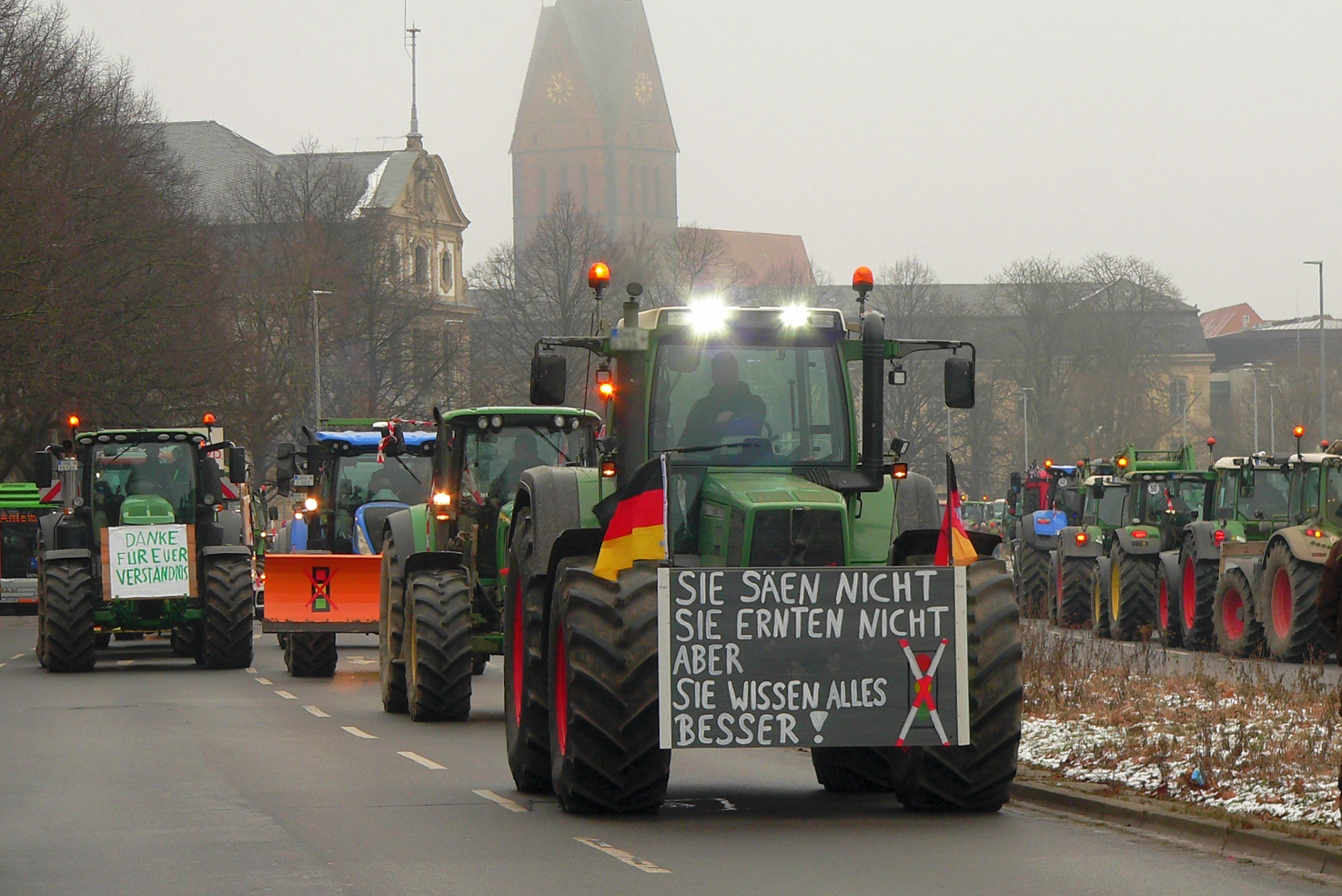
Манифестация немецких фермеров в Ганновере, 11 января 2024 года

Причиной для протестов стали планы федерального правительства Германии отменить для фермеров скидки на дизельное топливо и налоговые льготы, которые существуют уже 70 лет, это могло бы сэкономить для бюджета 480 млн евро в год.

##### Польша
Импорт и транзит украинских зерновых, сахара и мяса.
Протестующие требовали введения запрета на импорт украинского зерна и другой продукции. Утверждалось, что украинская продукция имеет более низкое качество и что её беспошлинный ввоз наносит ущерб сельскохозяйственному сектору экономики Польши. Кроме того, премьер-министр Польши Дональд Туск заявил, что ряд требований, связанных с климатическими целями ЕС, являются слишком сложными для средних и мелких фермерских хозяйств.

##### Франция
Во-первых, как и в Германии, правительство начало сокращение субсидий на дизельное топливо (на субсидии выделялось по 9 млрд евро в год). Во-вторых раздражение вызвала попытка правительства сдерживать инфляцию, достигшую 13 %, что, в конечном счёте, привело к падению цен на продукцию фермеров.

## Политические последствия
Протесты европейских фермеров произошли в год выборов в Европарламент. Согласно опросу, проведенному Elabe, 87 % французов поддерживают фермеров. В Польше уровень поддержки озвученных требований фермеров составил около 80 %. Протесты были восприняты представителями ультраправых партий как симптом разрыва между городской элитой и бедствующим сельским населением, который можно использовать для укрепления своих позиций. В ответ на протесты, правящие партии ответили смягчением правил по защите природы, введений дополнительных субсидий на сельское хозяйство и ограничениями на беспошлинный ввоз сельскохозяйственной продукции из Украины. Комиссар ЕС по окружающей среде Виргиниюс Синкявичюс предупредил об ударе по авторитету блока в связи с отказом ЕС одобрить закон по охране природы, который считался знаковым.
Европейские правые партии использовали протесты в качестве иллюстрации, демонстрирующей конфронтацию между элитами и народом. По их мнению, сельская местность играет ключевую роль в сохранении национальных традиций и при этом подвергается нападкам с позиций политкорректности и постоянно ужесточаемых экологических требований, которые противоречат здравому смыслу.
Во Франции такую позицию занимает партия «Национальное объединение» Марин Ле Пен. Согласно опросу Le Monde, её готовы поддержать 31 % избирателей, тогда как Партию Возрождения Макрона — лишь 18 %, это связывают с протестами и популярностью фермеров во французском обществе. По данным представителей партии 18 % французских фермеров живут за чертой бедности, а 25 % — испытывают трудности. Ужесточение экологических требований они назвали «карательной экологией», а меры, направленные на снижение потребления пестицидов — плохо замаскированной атакой на французскую экономику.

## Хронология протестов

### Январь

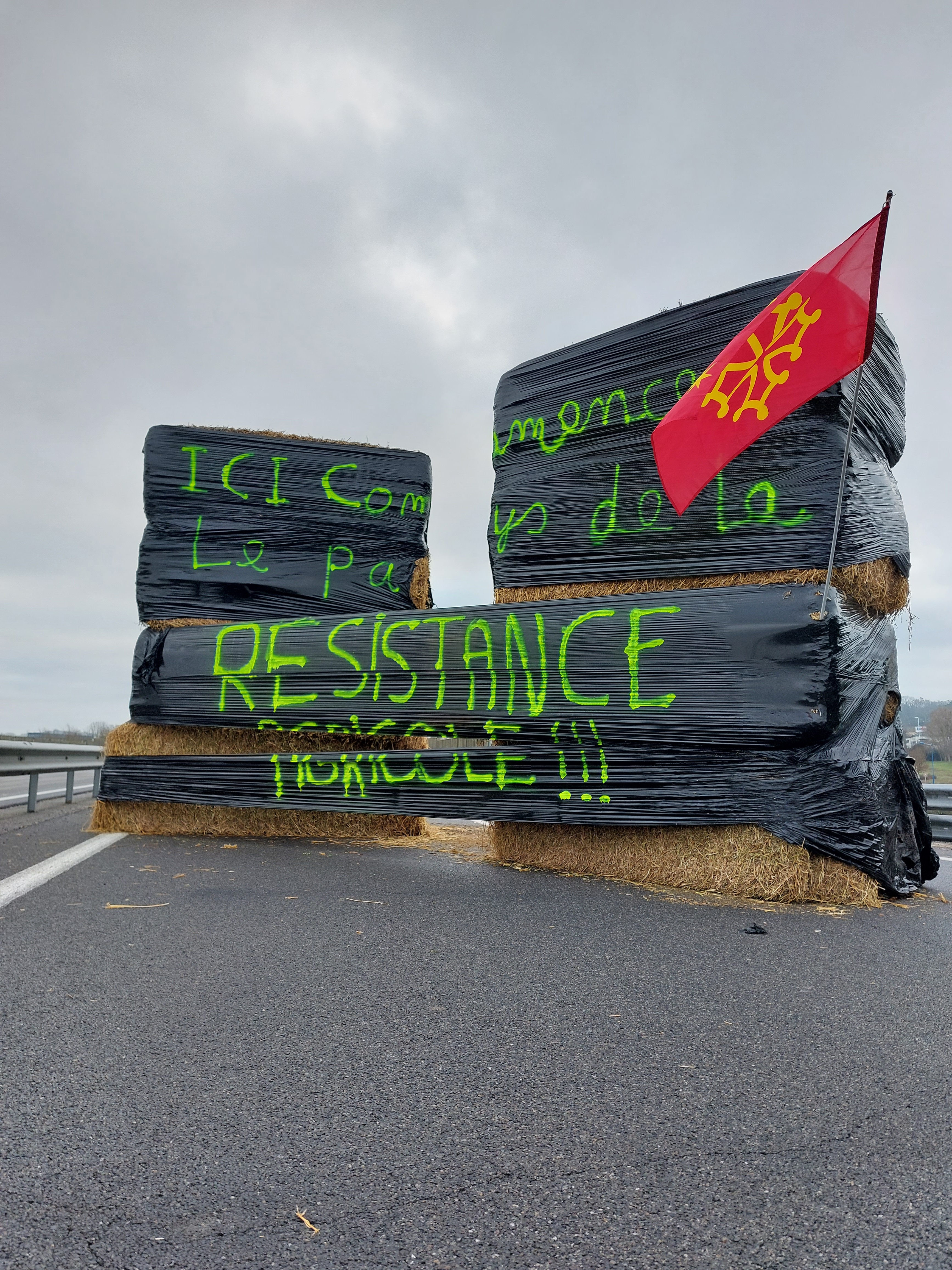
Блокада трассы N124 близ города Л’Иль-Журден в Окситании, 24 января 2024 года

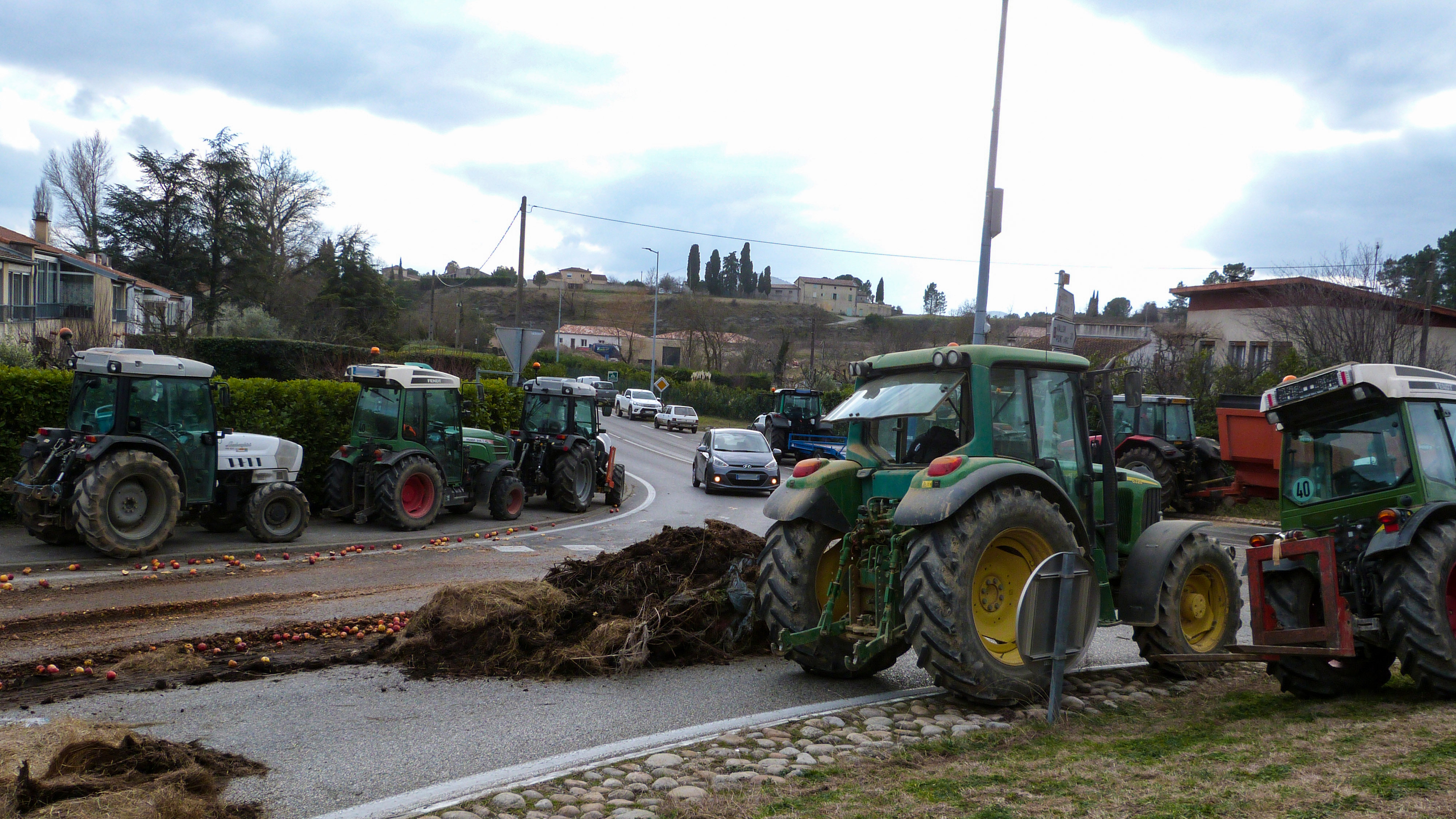
Манифестация фермеров в Окситании близ Сент-Этьен-де-Фонбеллон, 30 января 2024 года

#### 8 января
В Германии около 30 тысяч фермеров на 5000 тракторов блокировали подъезды к крупным городам страны.

#### 16 января
Во Франции начались протесты фермеров в регионе Окситания.

#### 26 января
Протестующие фермеры во Франции подожгли здание таможни в коммуне Ним. Также в этот день протестующие сожгли здание социальной страховой службы в Нарбонне.

#### 29 января
Фермеры на нескольких десятках (около 30) тракторов заблокировали подъездную дорогу в крупнейший порт Германии в Бремерхафене.
Французские фермеры начали блокировать шоссе вокруг Парижа. Согласно данным оператора дорог Vinci, проезд был затруднён на всех автотрассах, ближе всего к Парижу фермеры подобрались с севера города на шоссе А1 и А16, в частности, недалеко от аэропорта Париж — Шарль-де-Голль. Также автотрасса А4, находящаяся к востоку от города, блокирована около Диснейленда.

#### 30 января
Протестующие фермеры перекрыли движение на автодорогах в Германии и Франции. В Германии около 200 тракторов создали пробку на автобане A-81 по направлению к Штутгарту. Также колонна из 126 тракторов замедлила движение на дороге B-10 в земле Баден-Вюртемберг. Ещё несколько акций протеста прошло в других районах страны, но к перекрытию движения они не привели. Во Франции протестующие фермеры частично перекрыли дорогу по направлению к аэропорту Тулузы. Манифестанты также принялись жечь покрышки и солому.

#### 31 января
Правительство применило бронетехнику для предотвращения блокировки протестующими фермерами оптового рынка в Рёнжи, 18 протестующих было задержано.

### Февраль

#### 1 февраля
В этот день в Брюсселе проходил экстренный саммит лидеров стран Евросоюза. На акции протеста прибыли около 1300 тракторов и другой сельскохозяйственной техники, которыми блокировали улицы города, протестующие жгли покрышки и солому. Полиция для разгона митингующих применила водомёты.
Премьер-министр Виктор Орбан отказался от ужина с лидерами стран — участниц Евросоюза (ЕС) в Брюсселе, вместо этого он встретился с протестующими фермерами.
В то же время представители организаций «Молодых фермеров» и FNSEA объявили о приостановке блокировок дорог после того, как получили некоторые уступки со стороны правительства страны, в частности сохранения субсидий на горючее.
В Нидерландах прошли митинги фермеров по всей стране: в Амстердаме протестующие приехали на центральную площадь Дам на 15 тракторах, их недовольство вызвали планы ЕС по борьбе с изменением климата. Кроме того, десятки фермеров собрались у здания правительства провинции Гелдерланд в городе Арнем, также акции проходили в Вурдене, Гронингене и других городах.

#### 2 февраля
Немецкий бундестаг принял закон, который включает в себя отмену субсидий на сельскохозяйственное топливо. Также парламент утвердил бюджет на 2024 год с двухмесячным опозданием. Прежде чем закон о бюджетном финансировании вступит в силу, он должен пройти через бундесрат и, следовательно, не будет обсуждаться до марта.
Протест немецких фермеров под Брауншвейгом привел к временной блокировке движения по трассе A2 в сторону Ганновера, ранее в этот день протестующие провели на данном участке акцию с участием около 40 тракторов. После этого они переместились в другое место, оставив после себя кучи навоза высотой до 2 м, мусор, шины и стволы деревьев, при этом трасса была закрыта из-за работ по расчистке дорожного полотна.

#### 5 февраля
В Болгарии сотни фермеров вышли на улицы столицы, протестуя против некомпетентности руководства страны, которое не оказало им поддержку при резком удорожании энергоносителей и удобрений и росте аграрного импорта в 2022 году. В следующие дни акции протеста распространились на другие города Болгарии.
В 16 городах Латвии прошли демонстрации фермеров с требованием запретить импорт агропродукции из России и Белоруссии.

#### 6 февраля
Испанские фермеры перекрыли по крайней мере 14 трасс в разных частях страны, протестуя против новых экологических норм и бюрократических процедур. По словам главы крупнейшей фермерской организации страны ASAJA, фермеры Евросоюза с одной стороны должны выполнять новые нормы, удорожающие производство, и в то же время на равных конкурировать с фермерами из стран, где таких норм нет.

#### 9 февраля
В Польше политики призвали еврокомиссара по сельскому хозяйству Януша Войцеховского сложить полномочия. Протестующие фермеры перекрыли тракторами автодороги страны и погранпереходы с Украиной, по всей стране проходит более 250 блокад автодорог.
Силы безопасности Испании задержали более 20 человек с начала протестов фермеров, проходящих в стране. Из-за проходящих четвёртый день демонстраций в полицию подано более 2 тыс. заявлений о нарушении закона об общественной безопасности. Объединённые тремя профсоюзами протестующие аграрии на тракторах и другой спецтехнике перекрыли дороги, по меньшей мере, в семи автономных сообществах страны из 17.

#### 10 февраля
Протестующие польские фермеры заблокировали три пункта: «Шегини — Медыка», «Ягодин — Дорогуск», «Рава-Русская — Хребене». Образовалась очередь из 1300 грузовиков из-за блокировки КПП.

#### 11 февраля
В Польше протестующие фермеры остановили на границе с Украиной на национальной трассе, ведущей к пограничному переходу в Дорохуске три украинских грузовика с зерном и высыпали содержимое на дорогу.

#### 12 февраля
Польские фермеры заблокировали проезд для грузовиков на пяти КПП на границе с Украиной: «Ягодин — Дорогуск», «Рава-Русская — Хребене», «Медыка — Шегини», «Угринов — Долгобычев» и «Зосин — Устилуг».

#### 13 февраля
Польские фермеры начали блокаду контрольно-пропускного пункта «Корчева — Краковец» на границе с Украиной, очередь из фур на границе между Польшей и Украиной достигла длины в 12 км.

#### 14 февраля
Фермеры в испанской провинции Гранада в ходе протестов на автомагистрали А-44 в Вента-де-ла-Нава, перекрыли шоссе и выбросили из грузовика марокканские помидоры черри.

#### 22 февраля
Около 3 тыс. единиц сельскохозяйственной техники вывели фермеры на дороги Чехии, чтобы заблокировать пункты пропуска на границах со Словакией, Польшей и Германией, заблокировав движение на автотрассе вблизи Годонины недалеко от границы со Словакией. Кроме того, сельхозтехника прибыла и на границу с Польшей, однако движение там не ограничено.

#### 24 февраля
Неизвестные повредили вагоны с украинскими бобовыми культурами на одной из железнодорожных станций Польши в городе Дорохуск.
Во Франции на сельскохозяйственную выставку, которую 24 февраля посетил президент Франции Эммануэль Макрон, прорвались протестующие фермеры. Утром в этот день недовольные фермеры собрались у входа в экспоцентр Пор-де-Версай в Париже. Они смяли стражей порядка, заграждавших путь, и проникли в павильоны. Между охраной и протестующими завязались драки. На помощь правоохранителям выехали спецнаряды полиции по подавлению протестов. Восемь сотрудников полиции пострадали во время протестов в первый день проведения сельскохозяйственной выставки в Париже.

#### 25 февраля
На железнодорожной станции в Польше неизвестные высыпали 160 т зерна, вывозимого с Украины. Это был уже четвёртый подобный инцидент, предыдущие были 11, 20 и 23 февраля.

#### 26 февраля
В Брюсселе, где проходила встреча министров сельского хозяйства Евросоюза, возле Европейского квартала между фермерами и полицией начались столкновения, около 900 тракторов заблокировали часть улиц Брюсселя. Акции протеста проходили также в столице Испании
Польские фермеры заблокировали шоссе A2 на границе между Польшей и Германией в знак протеста против импорта украинской агропродукции в Евросоюз.
Украина призвала Польшу наказать виновных в инциденте на польском железнодорожном вокзале, приведшем к уничтожению 160 тонн украинского зерна. Вице-премьер Украины Александр Кубраков заявил, что была направлена нота с соответствующими требованиями.
В то же время еврокомиссар по вопросам сельского хозяйства Януш Войцеховский призвал Украину экспортировать зерно в третьи страны, а не в Евросоюз. По его словам, убытки аграрного сектора Евросоюза от либерализации торговли с Украиной за два года составили 19 млрд евро.

#### 27 февраля
Трое полицейских получили ранения во время столкновений, возникших в ходе протестов фермеров в Брюсселе, где проходила встреча министров сельского хозяйства стран — членов Евросоюза. Они требовали справедливых цен на свою продукцию и увеличения помощи сектору. В ходе столкновений полиция несколько раз применила слезоточивый газ и водомёты для разгона демонстрантов.
В Варшаве прошёл марш фермеров, в котором, как заявляется, приняло участие 10 тыс. человек. Во главе процессии ехал трактор с прицепом, умело переделанный с помощью сена в танк.

### Март

#### 1 марта
Во Франции протестующие фермеры перекрыли тюками сена проезд к Триумфальной арке в Париже. Также фермеры блокировали тракторами трассу А4 недалеко от Шарантон-ле-Пон.
В тот же день польские фермеры протестовали против незаконного импорта украинского зерна через Литву. Группы протестующих с транспарантами и польскими флагами присоединились к таможенникам, проверяющим грузовики. Литовские официальные лица наличие незаконного импорта отрицали.

#### 6 марта
В Польше десятки тысяч фермеров штурмовали здание сейма, протестуя против ввоза украинской агропродукции и экологических норм Евросоюза. Полиция применила слезоточивый газ и светошумовые гранаты, было задержано 23 протестующих.

#### 26 марта
Фермеры Великобритании провели в центре Лондона протесты против дешёвого импорта сельскохозяйственной продукции, собрав на улицах британской столицы более 150 единиц сельхозтехники.
Также в этот день в Брюсселе проходила встреча министров сельского хозяйства стран Евросоюза, которая сопровождалась массовыми акциями протеста бельгийских фермеров в Европейском квартале Брюсселя.

### Май

#### 10 мая
В Варшаве прошла многотысячная демонстрация фермеров и членов профсоюза «Солидарность» против новых экологических норм Евросоюза.